# Martha Gallison Moore Avery
Martha Gallison Moore Avery (6 de abril de 1851-8 de agosto de 1929) fue una socialista que se convirtió al catolicismo. Después de su conversión, fundó las organizaciones laborales católicas "Common Cause Society" y "Catholic Truth Guild", las que se volvieron los apostolados más extensos de la Iglesia en Estados Unidos.

## Infancia y juventud
Avery nació en Steuben, Maine, en 1851, tuvo ocho hermanos y sus padres fueron Albion King Paris Moore y Katherine Leighton Moore. Después de la muerte de su madre cuando ella tenía 13 años de edad, se mudó a vivir con su abuelo paterno, Samuel Moore, quien era un miembro del Senado de Maine.

## Activismo católico
Continuó luchando por las reformas sociales, pero desde ahora basaba sis ideas de Rerum Novarum del Papa León XIII. 
También llegó a la creencia que era importante evangelizar en nombre de la Iglesia católica. En 1916, junto a su amigo David Goldstein, fundaron "Catholic Truth Guild", que con los años se volvió en el apostolado laico más grande de la historia de la Iglesia católica en los Estados Unidos.
Continuó luchando por las reformas laborales y por el catolicismo hasta su muerte en 1929, por arteriosclerosis.